# Salón de la Fama del Fútbol Americano Universitario

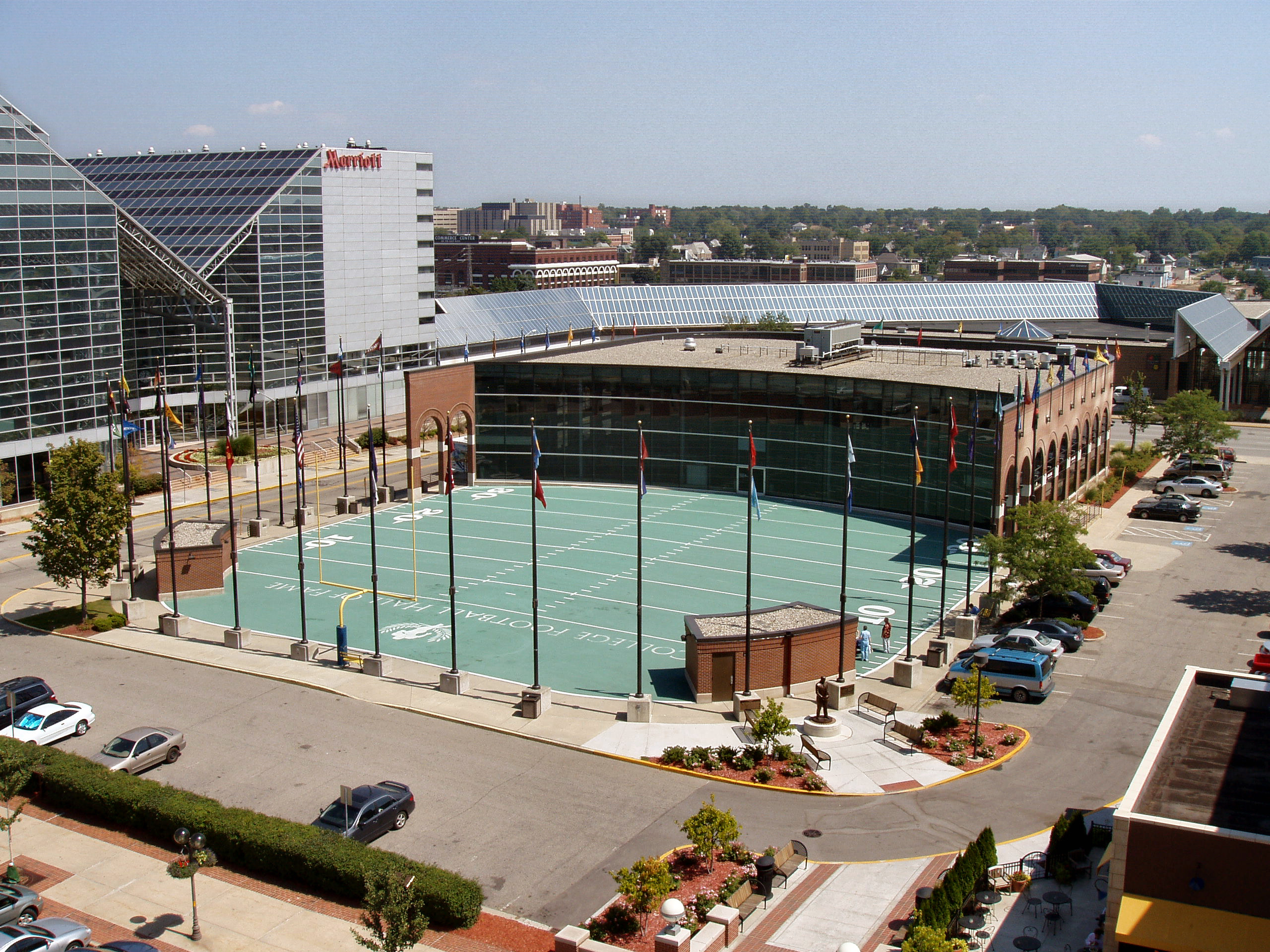
Fachada del Salón de la Fama del Fútbol Americano Universitario.

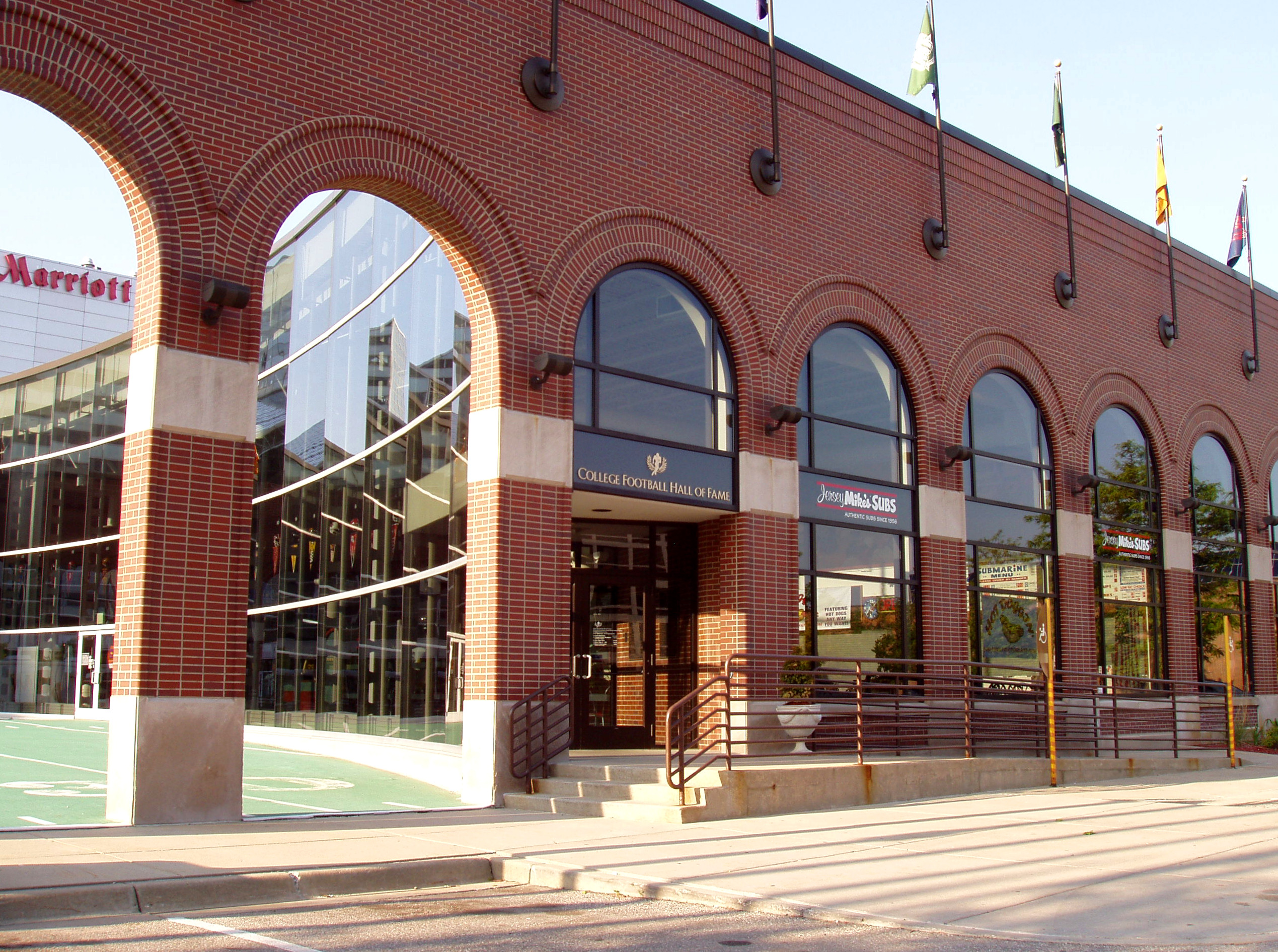
Entrada lateral del Salón de la Fama del Fútbol Americano Universitario.

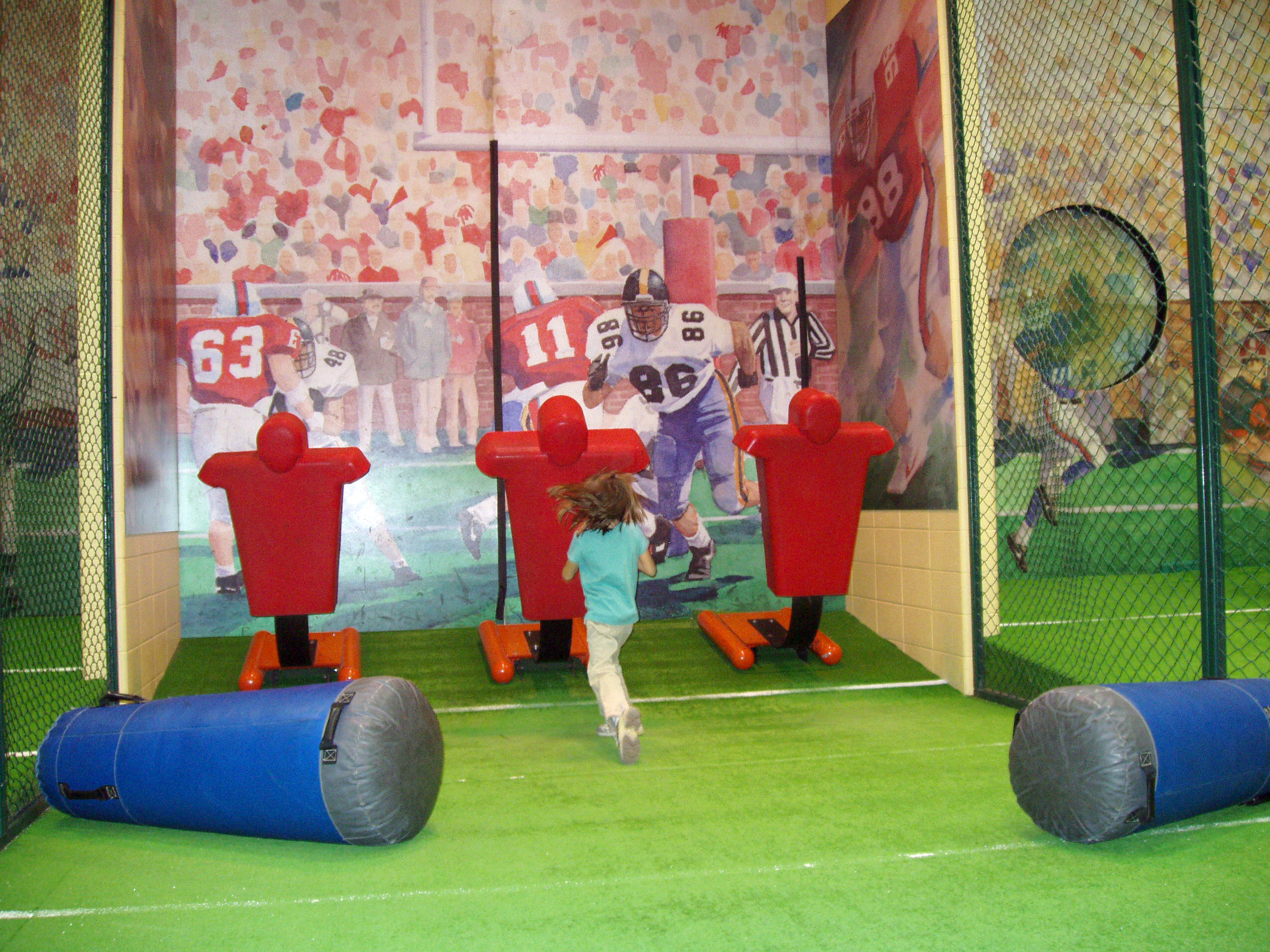
Área de actividades.

El Salón de la Fama del Fútbol Americano Universitario, ubicado en Atlanta, Georgia, Estados Unidos, es un salón de la fama y museo dedicado al fútbol americano universitario. 
Fue establecido en 1951 por la National Football Foundation (NFF), la cual se encarga del apoyo, administración y operación del mismo.

## Edificio
El edificio actual fue construido en 1995. El pabellón del museo, localizado en el nivel subterráneo, presenta memorias y recuerdos de grandes entrenadores y jugadores de fútbol americano del pasado. Un video de 14 minutos en el Teatro del Estadio resalta las «emociones y la magnificencia» del fútbol universitario. Áreas interactivas permiten a los visitantes probar sus habilidades al correr, despejar o bloquear. Monitores de video muestran partidos y jugadas históricas. Los bustos de entrenadores y jugadores que son venerados en el Salón de la Fama están ubicados a lo largo del museo. El exterior del edificio presenta un área de 19.000 pies cuadrados (1.765,2 m²), llamada «La Plaza del Emparrillado», la cual puede ser rentada para eventos al aire libre.
Antes de su actual ubicación, el salón de la Fama estaba localizado en un área adyacente de Kings Island en Kings Mills, Ohio, cerca de Cincinnati, Ohio.

## En cifras
Hasta 2008, hay 829 jugadores que son miembros del Salón de la Fama, representando a 186 instituciones. Adicionalmente, 178 entrenadores han sido inducidos en el mismo.
Las siguientes instituciones tienen la mayor cantidad de jugadores:
| Institución         | #  | Miembro más reciente |
| ------------------- | -- | -------------------- |
| Notre Dame          | 47 | 2007                 |
| Michigan            | 29 | 2007                 |
| Southern California | 28 | 2007                 |
| Yale                | 24 | 2002                 |
| Oklahoma            | 22 | 2007                 |
| Army                | 23 | 2004                 |

| Institución  | #  | Miembro más reciente |
| ------------ | -- | -------------------- |
| Princeton    | 21 | 2002                 |
| Penn State   | 21 | 2007                 |
| Ohio State   | 21 | 2007                 |
| Tennessee    | 20 | 2006                 |
| Navy         | 19 | 2002                 |
| Pittsburgh   | 18 | 2006                 |
| Pennsylvania | 18 | 2001                 |

| Institución | #  | Miembro más reciente |
| ----------- | -- | -------------------- |
| Harvard     | 17 | 1983                 |
| Minnesota   | 17 | 2006                 |
| Stanford    | 16 | 2006                 |
| Alabama     | 16 | 2006                 |
| California  | 15 | 2004                 |
| Nebraska    | 13 | 2006                 |

## Criterios de selección
La National Football Foundation delineó criterios específicos que pueden ser utilizados para evaluar una posible candidatura para el Salón de la Fama.

### Criterios para jugadores nominados
1. El nominado debe haber sido seleccionado para el primer equipo de uno o más equipos All-America.
2. La nominación debe ser presentada no antes de que hayan pasado como mínimo diez años desde que el nominado jugó por última vez fútbol interuniversitario.
3. El nominado debe exhibir una demostrada ciudadanía, «llevando los ideales del fútbol a sus relaciones con su comunidad y sus prójimos con amor por su país.»[2] Los honores académicos también pueden ser considerados.
4. El nominado debe haber jugado fútbol interuniversitario hace no más de cincuenta años (puede haber excepciones).
5. El nominado debe haber terminado su carrera atlética profesional antes de su nominación.

### Criterios para entrenadores nominados
1. El nominado debe exhibir una demostrada ciudadanía, «llevando los ideales del fútbol a sus relaciones con su comunidad y sus prójimos con amor por su país.»[2]
2. El nominado debe ajustarse a los siguientes criterios:
  1. Estar retirado de la función de entrenador por al menos tres años
  2. Tener al menos 70 años de edad y estar retirado
  3. Tener al menos 75 años de edad
3. El nominado debe haber ejercido en la posición de entrenador a nivel universitario por lo menos diez años.
4. El nominado debe haber tenido un porcentaje de victorias mínimo de .600 en al menos 100 partidos o más.